# Congelamento de solo

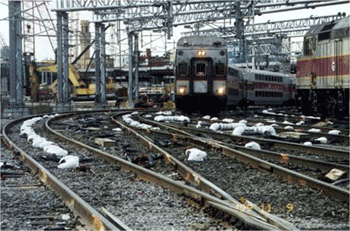
Congelamento de solo permitido túneis a ser escavada sob um ativo pátio ferroviário durante o Big Dig de Boston.

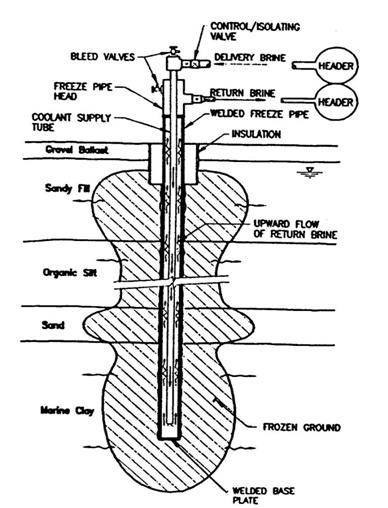
Seção transversal de um terreno de congelamento de tubulação como usado no Big Dig

Congelamento de solo é uma técnica de construção usada em circunstâncias onde o solo precisa ser estabilizado e então não entrará em colapso ao lado de escavações, ou evitar a contaminação derramada no solo de ser lixiviado para fora. Essa técnica tem sido usada há pelo menos cem anos.
Tubulações são feitas através do solo a ser congelado, e em seguida refrigerações são feitas através das tubulações, congelando o solo. O solo congelado pode ser tão duro como o concreto.
O congelamento de solo usado no Big Dig de Boston durante alguns dos seus processos de seu tunelização, para permitir sua ampla rede de túneis a serem construída sob ou através do solo que suporte a infra-estrutura existente que seria difícil e cara para oferecer suporte a métodos mais tradicionais de escavação. 
Alguns projetos de congelamento de solo usam salmoura de sal comum como refrigeradores.  mas outros projetos beneficiam com o uso de refrigeradores mais exóticos, como o nitrogênio líquido. 

No norte do Canadá e Alasca, sistemas de tubulação passivos são usados e não exigem qualquer energia externa para manter o solo congelado.  Estes sistemas são usados em terra evaporadores e radiadores acima do solo, cheios de líquido refrigerador. Quando a temperatura ambiente cai abaixo da temperatura da terra, o vapor líquido começa a condensação no radiador, reduzindo a pressão no sistema, fazendo com que o líquido no evaporador comece a ferver e evaporar. Esse processo resulta em transferência de calor do solo para o ar e mantém a terra em um permanente estado de congelamento.